# Drittes Fernsehprogramm
Als die Dritten Fernsehprogramme (umgangssprachlich die Dritten) bezeichnet man in Deutschland die regionalen Vollprogramme der ARD. Der Begriff rührt daher, dass es in den 1960er Jahren mit dem Ersten und dem Zweiten Deutschen Fernsehen zunächst nur zwei nationale Fernsehprogramme gab. Die regional orientierten und daher auch nur regional ausgestrahlten Fernsehprogramme waren somit in ihrem Verbreitungsgebiet jeweils die dritten Programme. Verantwortlich für die Dritten Programme sind die einzelnen ARD-Rundfunkanstalten.

## Inhalte
Die Dritten Fernsehprogramme sind heute durchweg Vollprogramme mit hohem regionalen Informationsanteil (Landesschauen, Regionalmagazine). Neben Serien und Fernsehfilmen (hauptsächlich Wiederholungen aus dem Ersten) laufen Show- und Unterhaltungsformate, zum Teil mit regionalem Bezug, Spielfilme und Magazine zu den verschiedensten Themengebieten (Gesundheit, Hobby, Ratgeber, Wirtschaft und Verbraucher, Wissenschaft/Forschung). Im Vergleich zu anderen Fernsehprogrammen ist der Informations- und Kulturanteil sehr hoch. So sind neben Länder- und Naturreportagen, Dokumentationen und Politmagazinen auch Bildungsprogramme, Kleinkunst- und Konzertmitschnitte zu sehen.
Neben der regionalen Ausrichtung wiesen die Drittenprogramme ursprünglich einige weitere Merkmale auf:
- Sie sind werbefrei.
- Sie enthalten einen hohen Anteil an bildungsorientierten Programmen.
- Sie strahlen oder strahlten Schulfernsehen und Telekolleg aus.
- Vor der Einrichtung von Eins Plus, 3sat und Arte war einer ihrer Schwerpunkte das Kulturprogramm.

## Heutige Programme
| Fernsehprogramm | Logo | Landesrundfunkanstalt       | Anmerkung |
| --------------- | ---- | --------------------------- | --- |
| BR Fernsehen    |      | Bayerischer Rundfunk        | Auseinanderschaltungen zwischen „Nord“ (Franken) und „Süd“ (Schwaben/Altbayern)                                                                                                   |
| hr-fernsehen    |      | Hessischer Rundfunk         | keine regionalen Auseinanderschaltungen |
| MDR Fernsehen   |      | Mitteldeutscher Rundfunk    | Auseinanderschaltungen für die drei Landesfunkhäuser des MDR und die sorbischen Sendungen                                                                                         |
| NDR Fernsehen   |      | Norddeutscher Rundfunk      | Auseinanderschaltungen für die vier Landesfunkhäuser des NDR |
| Radio Bremen TV |      | Radio Bremen                | bis auf die Regionalprogramme inhaltlich identisch mit dem NDR Fernsehen |
| rbb Fernsehen   |      | Rundfunk Berlin-Brandenburg | Auseinanderschaltungen zwischen Berlin und Brandenburg |
| SR Fernsehen    |      | Saarländischer Rundfunk     | eigenproduzierter Anteil ca. 30 %, dazu in Kooperation mit dem SWR Fernsehen gestaltetes Mantelprogramm                                                                           |
| SWR             |      | Südwestrundfunk             | zwei Regionalversionen SWR Fernsehen Baden-Württemberg und SWR Fernsehen Rheinland-Pfalz mit einheitlichem Mantelprogramm, das in Kooperation mit dem SR Fernsehen gestaltet wird |
| WDR Fernsehen   |      | Westdeutscher Rundfunk Köln | das am stärksten regionalisierte ARD-Programm mit Auseinanderschaltungen in elf Regionalprogramme                                                                                 |

## Geschichte

### Einrichtung der „Dritten Programme“
Als erstes der heute insgesamt neun Programme startete der Bayerische Rundfunk (BR) mit seinem Studienprogramm (ab 1973 Bayerisches Fernsehen) am 22. September 1964, das vor allem aus Kostengründen mit wissenschaftlichen Vorträgen und Sprachkursen startete. Es folgten die Dritten Programme vom Hessischen Rundfunk (hr) mit dem Hessischen Fernsehprogramm am 5. Oktober 1964. Am 4. Januar 1965 folgte das III. Fernsehprogramm der Nordkette (ein Gemeinschaftsprogramm vom Norddeutschen Rundfunk (NDR), Radio Bremen und dem Sender Freies Berlin (SFB)) und am 17. Dezember 1965 der Westdeutsche Rundfunk Köln (WDR) mit seinem Programm WDF/Westdeutsches Fernsehen. Als letzte starteten der Süddeutsche Rundfunk (SDR), der Südwestfunk (SWF) und der Saarländische Rundfunk (SR) mit ihrem Gemeinschaftsprogramm Südwest 3, das am 5. April 1969 auf Sendung ging.
In den 1980er Jahren benannten einige Landesrundfunkanstalten ihre Programme um, die 3 wurde stärker in den Sendernamen verankert. Der HR nannte sein Programm ab 1983 hessen 3, der WDR ab 1988 West 3 und NDR/Radio Bremen/SFB ab 1989 N3. Der BR nannte sein Drittes Fernsehprogramm jedoch nie offiziell Bayern 3 (dieser Name ist für dessen Hörfunkprogramm reserviert), obwohl der Name auch noch umgangssprachlich dafür verwendet wird.

### Wiedervereinigung
Nach der deutschen Wiedervereinigung wurden auch in den östlichen Ländern Brandenburg, Mecklenburg-Vorpommern, Sachsen, Sachsen-Anhalt und Thüringen eigene Regionalfernsehprogramme eingeführt: 1992 kamen mit dem Mitteldeutschen Rundfunk (MDR) und dem Ostdeutschen Rundfunk Brandenburg (ORB) zwei weitere Landesrundfunkanstalten zur ARD hinzu. Am 1. Januar 1992 gingen die ostdeutschen Regionalprogramme als MDR Fernsehen (für Sachsen, Sachsen-Anhalt und Thüringen) und als ORB-Fernsehen (für Brandenburg) an den Start. Das Land Mecklenburg-Vorpommern schloss sich seinerzeit dem NDR an, der SFB trennte sich vom Gemeinschaftsprogramm N3 ab und ging mit seinem eigenen Dritten Fernsehprogramm B1 (später SFB1) am 1. Oktober 1992 auf Sendung.
Die Bezeichnung „Dritte Programme“ wurde für die neu geschaffenen nicht mehr verwendet, weil es inzwischen eine Vielzahl von Sendern gab. Auch die Programme der weiteren Landesrundfunkanstalten erhielten nach und nach ihre heute verwendeten Namen.

### Veränderungen seit Ende der 1990er
Im Jahre 1998 fusionierten SDR und SWF zum heutigen Südwestrundfunk (SWR), eine erste Konsequenz aus (politischen) Forderungen, die Fernseh- und Rundfunksender zu optimieren. Gleichzeitig stieg der eigenständig gebliebene SR aus Südwest 3 aus und begründete ein eigenes SR Fernsehen, das allerdings weiterhin viele Sendungen gemeinsam mit dem neuen Südwest Fernsehen hatte.
Mit der Fusion von SFB und ORB zum neuen Rundfunk Berlin-Brandenburg (rbb) im Jahr 2003 wurden auch die beiden Fernsehprogramme umbenannt; diese hießen zwischenzeitlich RBB Brandenburg (zuvor ORB-Fernsehen) beziehungsweise RBB Berlin (zuvor SFB1). Seit dem 29. Februar 2004 gibt es für das Sendegebiet des rbb mit dem rbb Fernsehen ein einheitliches Programm, das täglich für eine halbe Stunde zwischen Berlin und Brandenburg auseinandergeschaltet wird.
Mit der Zusammenführung der rbb-Programme reduzierte sich die Anzahl der „Dritten“ von neun auf acht.
Seit Januar 2005 sind es aber wieder neun Programme, weil Radio Bremen nun seine zuvor im Ersten ausgestrahlten regionalen Inhalte im „Dritten“ ausstrahlt, das sogenannte Radio Bremen TV. Außerhalb der Regionalstrecken, die sich mittlerweile täglich auf die Zeit von 18:00 bis 18:15 Uhr und von 19:30 bis 20:00 Uhr beschränken, übernimmt Radio Bremen TV das Programm des NDR Fernsehen.
Mit der Umbenennung des Südwest Fernsehens in SWR Fernsehen am 11. September 2006 trugen seitdem, mit Ausnahme des Bayerischen Fernsehens, alle Programme den Namen der jeweiligen Landesrundfunkanstalt im Sendernamen.
Am 11. April 2016 wurde auch das Bayerische Fernsehen nach seiner Rundfunkanstalt, dem Bayerischen Rundfunk, in BR Fernsehen umbenannt. Damit sind jetzt alle Dritten Fernsehprogramme nach dem Kürzel ihrer jeweiligen Landesrundfunkanstalt benannt.

### Aktuelle Situation und Marktanteile
Mit dem Aufkommen digitaler Übertragungstechniken wie Kabel- und Satellitenfernsehen entfiel die technische Restriktion knapper Bandbreiten, die zuvor die Verbreitung eingeschränkt hatte. Seitdem sind nahezu alle Dritten Programme deutschlandweit empfangbar. Außerdem werden über DVB-T2 auch regionsfremde Dritte Programme terrestrisch ausgestrahlt. So strahlt zum Beispiel der NDR in Niedersachsen über alle genutzten Senderstandorte neben dem eigenen Dritten Programm NDR Fernsehen auch das WDR Fernsehen (Regionalversion Köln), MDR Fernsehen (Regionalversion Sachsen-Anhalt) und hr-fernsehen aus. Im Tagesdurchschnitt entfallen auf die regionalen Fernsehprogramme der ARD-Anstalten innerhalb ihrer eigenen Sendegebiete folgende Marktanteile:
| Jahr | BR Fernsehen | hr-fernsehen | MDR Fernsehen | NDR Fernsehen und Radio Bremen TV | rbb Fernsehen | SWR Fernsehen und SR Fernsehen | WDR Fernsehen |
| ---- | ------------ | ------------ | ------------- | --------------------------------- | ------------- | ------------------------------ | ------------- |
| 2023 | 7,6 %        | 6,0 %        | 10,1 %        | 8,0 %                             | 6,1 %         | 6,3 %                          | 6,7 %         |
| 2020 | 7,8 %        | 6,3 %        | 9,9 %         | 8,0 %                             | 6,3 %         | 6,8 %                          | 7,6 %         |
| 2018 | 7,4 %        | 5,7 %        | 9,1 %         | 7,4 %                             | 5,9 %         | 6,0 %                          | 6,4 %         |
| 2015 | 7,5 %        | 7,0 %        | 9,0 %         | 7,8 %                             | ? %           | 6,9 %                          | ?,? %         |
| 2014 | 7,1 %        | 6,6 %        | 9,0 %         | 8,1 %                             | ? %           | 6,7 %                          | ?,? %         |

Radio Bremen TV und SR Fernsehen werden nicht gesondert ausgewiesen, sondern werden mit dem NDR Fernsehen bzw. SWR Fernsehen zusammengefasst, wogegen die regionalen Fensterprogramme der übrigen Programme ohnehin keine eigenständigen Programme darstellen.
In bundesweiten Quotenmessungen werden die Dritten selten einzeln ausgewiesen, sondern meist ihre bundesweiten Gesamtreichweiten zusammengerechnet. So kommen alle Dritten Programme im Jahr 2018 zusammen auf einen Marktanteil von 12,7 Prozent und stehen damit zwischen dem ZDF (13,9 Prozent) und dem Ersten (11,5 Prozent). Dieser Trend ist über viele Jahre hinweg stabil und weist auch für 2023 mit 13,8 Prozent die zweithöchste Quote für die Dritten nach dem ZDF mit 14,6 und vor dem Ersten mit 11,9 Prozent aus. Dagegen liegen sie einzeln im bundesweiten Schnitt wesentlich niedriger als im jeweils eigenen Versorgungsgebiet. Die Quoten weisen lediglich die Marktanteile der Programme innerhalb des linearen Fernsehens aus, ohne Abrufe in den Mediatheken dieser Sender. Da lineares Fernsehen bereits seit Jahren rückläufig ist, sind die absoluten Zuschauerzahlen bei fast allen Sendern rückläufig und werden durch ein leichtes Quoten-Plus der öffentlich-rechtlichen Programme zulasten des privaten Free TV nicht ganz ausgeglichen.

### DVB-T2 HD
Mit der Einführung von DVB-T2 HD ab dem 29. März 2017 in den Ballungsräumen ergibt sich folgende Programmbelegung der Dritten Programme:
| Nr. | Verbreitungsgebiet                | BR | hr | mdr | NDR  | Radio Bremen TV | rbb | SR | SWR | WDR          |
| --- | --------------------------------- | -- | -- | --- | ---- | --------------- | --- | -- | --- | ------------ |
| 1   | Bayern                            | X  | X  | X   | X    |                 | x   |    | X   |              |
| 2a  | Hessen (Norden)                   |    | X  | X   | X    |                 |     |    | X   | X            |
| 2b  | Hessen (Süden)                    | X  | X  |     | X    |                 | X   |    | X   |              |
| 3   | Sachsen/Sachsen-Anhalt/Thüringen  | X  | X  | XXX | x    |                 | X   |    | x   | X            |
| 4a  | Hamburg                           | x  |    | X   | XXXX |                 |     |    | x   | x            |
| 4b  | Mecklenburg-Vorpommern            | x  |    | x   | XXXX |                 | X   |    |     | x            |
| 4c  | Niedersachsen                     | x  | x  | x   | XXXX |                 |     |    |     | X            |
| 4d  | Schleswig-Holstein                | x  |    | X   | XXXX |                 |     |    | x   | x            |
| 5   | Bremen                            | x  | x  | x   | XXXX | X               |     |    |     | X            |
| 6   | Berlin/Brandenburg                | X  | X  | X   | X    |                 | X   |    | x   | X            |
| 7   | Saarland                          | X  | X  |     |      |                 |     | X  | XX  | X            |
| 8   | Baden-Württemberg/Rheinland-Pfalz | X  | X  |     |      |                 |     |    | X   | X            |
| 9   | Nordrhein-Westfalen               |    |    | X   | X    |                 |     |    | X   | XX(X)        |
| 10  | Österreich (SimpliTV)             | X  |    |     | x    |                 |     |    |     |              |
| 11  | Südtirol (RAS, DVB-T)             | X  |    |     |      |                 |     |    |     |              |
| 12  | SES Astra (HD/SD-Simulcast)       | XX | X  | XXX | XXXX | X               | XX  | X  | XX  | XXXXXX XXXXX |
| 13  | ARD Mediathek                     | XX | X  | XXX | XXXX | X               | XX  | X  | XX  | XXXXXX XXXXX |

Fett mit X markiert, kennzeichnet das Fernsehprogramm der jeweiligen, lokalen Landesrundfunkanstalt; mehrfache X stehen für die Auswahlmöglichkeit der Regionalnachrichten; und kleine x stehen für kapazitätsbedingte Unterbrechungen (über DVB-T2 in Deutschland während der Auseinanderschaltungen des zuständigen Dritten) oder Qualitätsverschlechterungen von HD auf SD (über DVB-T2 in Österreich ganztägig).
Radio Bremen TV ist am 7. Januar 2019 als letztes Drittes Fernsehprogramm mit seinem HD-Ableger auf SES Astra auf Sendung gegangen.

### Regionale Berichterstattung
Von den genannten Charakteristika ist mittlerweile fast nur noch der Aspekt der regionalen Berichterstattung übriggeblieben. Tendenziell werden jedoch über die Dritten Programme etwas mehr kulturelle und minderheitenspezifische Sendungen ausgestrahlt als über Das Erste, sowie Sendungen, die geringere Produktionskosten verursachen, wie etwa Talksendungen. Solche Unterscheidungsmerkmale der Regionalsender zum Ersten sind jedoch in den Hintergrund getreten.
Der WDR hat das am meisten regionalisierte dritte Fernsehprogramm. Der Sender verfügt über elf Regionalstudios in Nordrhein-Westfalen.
Eine regionale Auseinanderschaltung erfolgt außerdem beim BR Fernsehen (Franken und Schwaben/Altbayern) sowie in allen länderübergreifenden Anstalten landesspezifisch. Damit werden die Dritten Programme derzeit zusammengerechnet in insgesamt 27 regionalen Versionen ausgestrahlt.

## Auftritt
Einige der regionalen öffentlich-rechtlichen Fernsehprogramme der ARD stellten sich seit Sendebeginn oder zumindest in den 1980er und 1990er Jahren auch durch ihr Erscheinungsbild als „Drittes“ Programm dar. So trugen sie eine Drei im Namen und im Logo.

Hessen 3
N3
Südwest 3
West 3

Heute haben alle Dritten Fernsehprogramme die „3“ im Erscheinungsbild aufgegeben, meistens um ihr Erscheinungsbild an die Dachmarken der Rundfunkanstalten anzupassen und um sich in den Auftritt der Rundfunkanstalten zu integrieren. Eine Erwähnung der Zugehörigkeit zu den Dritten Programmen gibt es heute nur noch in den Senderslogans oder meistens gesprochen in der Programmpromotion. So lautete der Slogan des SWR Fernsehens „Unser Drittes“.
Ein weiterer Vorteil lag zudem in einer Abgrenzung zu den Radioprogrammen:
- Hessen 3 ≠ hr3
- Südwest 3 ≠ SWR3 (vorher SWF3)
- West 3 ≠ WDR 3